# 말라 파워즈

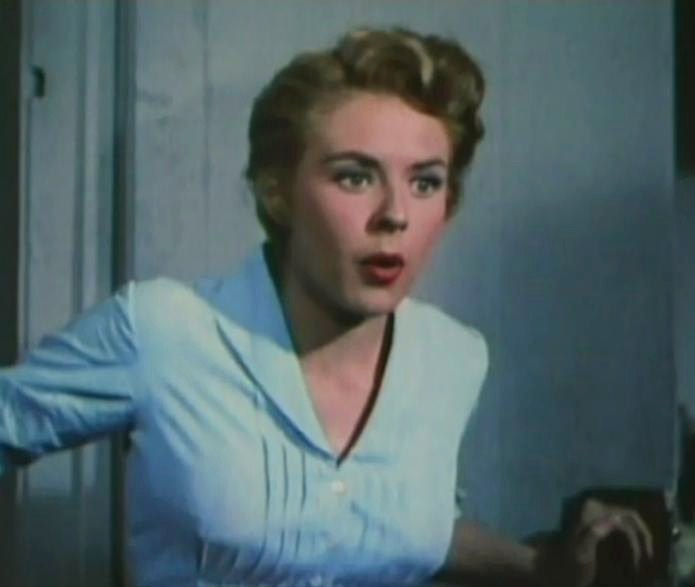

말라 파워즈(Mala Powers, 1931년 12월 20일 ~ 2007년 6월 11일)는 미국의 배우, 텔레비전 배우, 영화배우, 연극 배우이다.
샌프란시스코에서 태어났으며 버뱅크에서 사망하였다. 사인은 백혈병이다. 포리스트 론 메모리얼 파크에 매장되었다.

## 영화
- 둠스데이 머신 (1976년)
- 위험한 연인 (1969년)
- 아내는 요술쟁이 (1964년)
- 더 콜로서스 오브 더 뉴욕 (1958년)
- 페리 메이슨 (1957년)
- 태미 앤 더 배처러 (1957년)
- 샤이안 (1955년)
- 디즈니랜드 (1954년) - 레베카 분 역
- 시티 비니스 더 씨 (1953년)
- 아웃레이지 (1950년)
- 시라노 (1950년)